# Рівс (Луїзіана)
Рівс (англ. Reeves) — селище (англ. village) в США, в окрузі Аллен штату Луїзіана. Населення — 221 особа (2020).

## Географія
Рівс розташований за координатами 30°31′18″ пн. ш. 93°2′11″ зх. д. / 30.52167° пн. ш. 93.03639° зх. д. (30.521687, -93.036352).  За даними Бюро перепису населення США в 2010 році селище мало площу 6,27 км², з яких 6,26 км² — суходіл та 0,01 км² — водойми.

## Демографія
Згідно з переписом 2010 року, у селищі мешкали 232 особи в 81 домогосподарстві у складі 54 родин. Густота населення становила 37 осіб/км².  Було 96 помешкань (15/км²).
Расовий склад населення:
| - 94,4 % — білих - 4,7 % — корінних американців |

До двох чи більше рас належало 0,9 %. Частка іспаномовних становила 0,0 % від усіх жителів.
За віковим діапазоном населення розподілялося таким чином: 32,8 % — особи молодші 18 років, 59,0 % — особи у віці 18—64 років, 8,2 % — особи у віці 65 років та старші. Медіана віку мешканця становила 30,0 року. На 100 осіб жіночої статі у селищі припадало 95,0 чоловіків;  на 100 жінок у віці від 18 років та старших — 92,6 чоловіків також старших 18 років.
Середній дохід на одне домашнє господарство  становив 51 712 долари США (медіана — 55 000), а середній дохід на одну сім'ю — 56 867 доларів (медіана — 57 969). За межею бідності перебувало 22,2 % осіб, у тому числі 27,8 % дітей у віці до 18 років та 14,3 % осіб у віці 65 років та старших.
Цивільне працевлаштоване населення становило 94 особи. Основні галузі зайнятості: будівництво — 29,8 %, роздрібна торгівля — 20,2 %, оптова торгівля — 9,6 %, публічна адміністрація — 9,6 %.